# Эспиноса, Хавьер
Хавьер Эспиноса Гонсалес (исп. Javier Espinosa González; 19 сентября 1992, Талавера-де-ла-Рейна, Испания) — испанский футболист, полузащитник.

## Клубная карьера

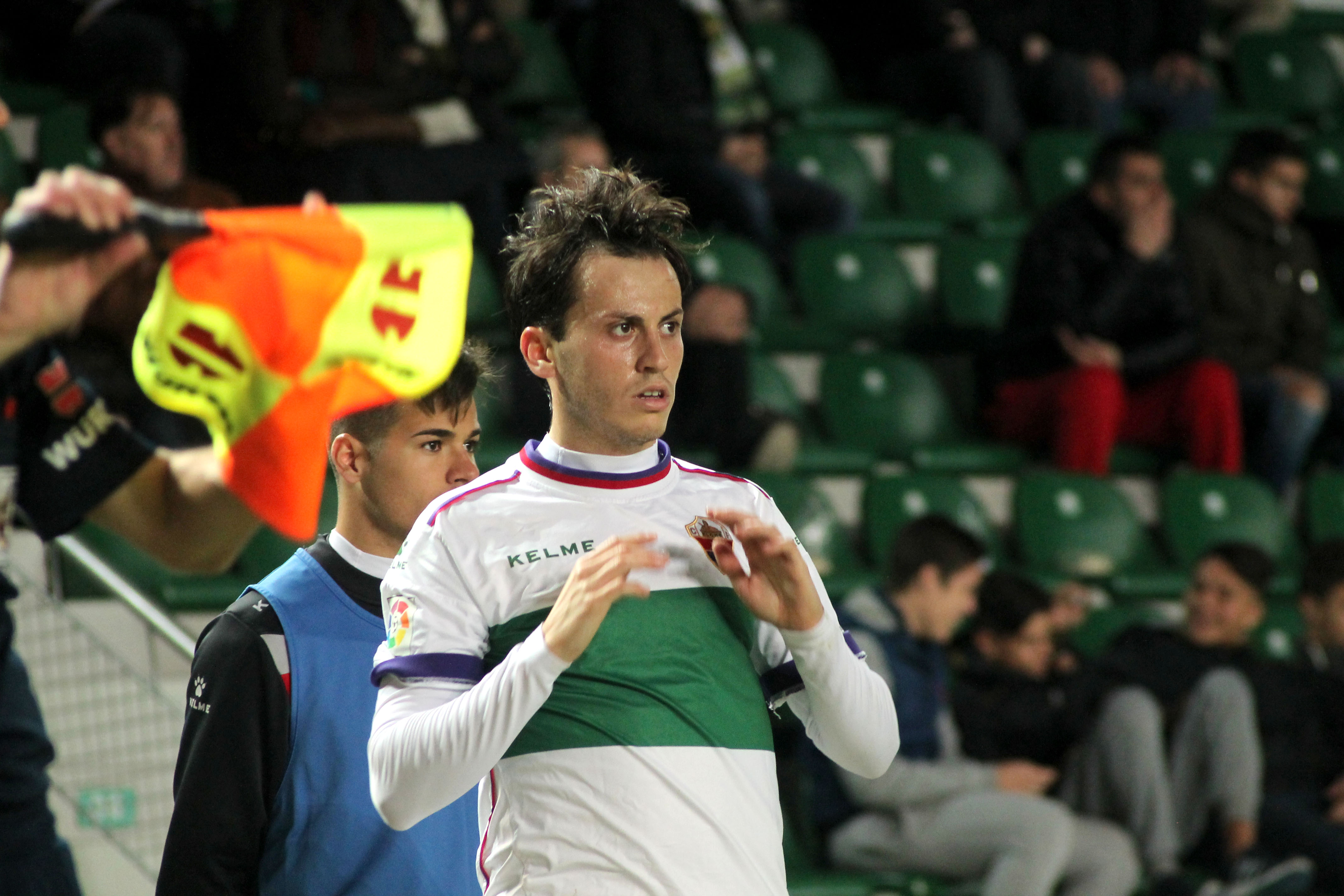
Эспиноса в составе «Эльче»

Эспиноса — воспитанник «Барселоны». В 2011 году он выпустился из академии клуба и на протяжении ещё трёх лет выступал за резервную команду «Барселона Б». Из-за высокой конкуренции в основной команде у Хавьера не было шанса дебютировать в элите. Летом 2014 года у Эспиносы закончился контракт и он на правах свободного агента перешёл в «Вильярреал», подписав контракт на три года. 24 августа в матче против «Леванте» Хавьер дебютировал в Ла Лиге, заменив Кани во втором тайме. 21 сентября в поединке против «Райо Вальекано» он забил свой первый гол за новый клуб. 10 октября в матче Лиги Европы против кипрского «Аполлона» Эспиноса сделал «дубль».
В начале 2015 года Хавьер перешёл на правах аренды в «Альмерию». 11 января в матче против «Севильи» он дебютировал за новую команду. 11 апреля в поединке против «Гранады» Эспиноса забил свой первый гол за «Альмерию». Летом «Вильярреал» отправил его в аренду в «Эльче». 30 августа в матче против «дубля» «Атлетика» из Бильбао Хавьер дебютировал за новый клуб.
Летом 2016 года Эспиноса перешёл в «Леванте». 21 августа в матче против «Нумансии» он дебютировал за новую команду. Летом 2017 года Эспиноса на правах аренды перешёл в «Гранаду». 20 августа в матче против «Альбасете» он дебютировал за новый клуб. 8 октября в поединке против «Луго» Хавьер забил свой первый гол за «Гранаду».
Летом 2018 года Эспиноса стал игроком нидерландского «Твенте». 8 сентября в матче против «ТОП Осс» он дебютировал за новую команду. 22 октября в поединке против «Йонг Утрехт» отметился первым дублем в Эрстедивизи.

## Международная карьера
В 2009 году Эспиноса в составе юношеской сборной Испании занял третье место на юношеском чемпионате мира в Нигерии. На турнире он принял участие в матчах против команд Буркина-Фасо и Нигерии, а в поединке против Малави забил гол.

## Достижения
«Твенте»
- Победитель Первого дивизиона Нидерландов: 2018/19

Испания (до 17)
- Серебряный призёр чемпионата мира среди юношеских команд: 2009